# Stenocrepidius
Stenocrepidius is een geslacht van kevers uit de familie  
kniptorren (Elateridae).
Het geslacht is voor het eerst wetenschappelijk beschreven in 1902 door Schwarz.

## Soorten
Het geslacht omvat de volgende soorten:
- Stenocrepidius angustus (Schwarz, 1900)
- Stenocrepidius elongatus (Schwarz, 1900)
- Stenocrepidius estebanus Fleutiaux, 1891
- Stenocrepidius rubripennis (Schwarz, 1900)
- Stenocrepidius simoni Fleutiaux, 1891